# Första freden i Nijmegen
Första freden i Nijmegen slöts den 26 januari 1679 mellan Tysk-romerska riket och Sverige. Det var den första freden i en serie som avslutade det krig på Frankrikes sida som Sverige drogs in i 1674.

## Bakgrund
1672 drogs Sverige in i den europeiska storpolitiken och ingick ett förbund med Frankrike mot Nederländerna. Sveriges åtagande var att ingripa mot de tyska furstar som skulle stödja Nederländerna vid ett franskt angrepp. I utbyte erhöll Sverige ekonomiskt stöd, samt att Frankrike lovade att inte stödja Danmark vid ett anfall mot Sverige. Efter franska påtryckningar drogs Sverige in i krig mot Brandenburg 1674 och led i juli 1675 ett prestigemässigt nederlag i slaget vid Fehrbellin. Efter detta befann sig Sverige snart i krig med Brandenburg, tysk-romerske kejsaren, Nederländerna, Danmark, Spanien furstarna av Lüneburg och furstbiskopen av Münster. Kriget gick katastrofalt och de flesta besittningarna i Pommern föll. Mot Danmark pågick det Skånska kriget, i vilket Sverige lyckades försvara sig. 

## Förhandlingar
I början av 1676 önskade Frankrike och Nederländerna sluta fred, men den tysk-romerske kejsaren och Spanien kunde inte acceptera en separatfred mellan dessa länder. Den 3 mars 1677 var ombud för alla parter på plats för en fredskongress i Nijmegen. Kraven på Sverige var inledningsvis hårda, bl.a. krävde Danmark åter Skåne, Blekinge, Bohuslän och Halland. Förhandlingarna drog ut på tiden, då det inte fanns någon större fredsvilja hos flera av parterna. Under 1678 slöts dock separatfreder mellan Frankrike och Nederländerna och mellan Frankrike och Spanien.

## Villkor
- Westfaliska freden bekräftades
- Sverige fick tillbaka alla sina besittningar i Tyskland